# محوطه چگاچم باسان مورت
محوطه چگاچم باسان مورت در شهرستان ایلام، روستای مورت واقع شده و این اثر در تاریخ ۹ اردیبهشت ۱۳۸۲ با شمارهٔ ثبت ۸۴۳۰ به‌عنوان یکی از آثار ملی ایران به ثبت رسیده است.